# Великоком'ятівська сільська рада
| Великоком'ятівська сільська рада — колишній орган місцевого самоврядування у Виноградівському районі Закарпатської області з адміністративним центром у с. Великі Ком'яти. Сільській раді були підпорядковані населені пункти: - с. Великі Ком'яти |

## Склад ради
Рада складалася з 30 депутатів та голови.

## Керівний склад сільської ради
| ПІБ                                | Основні відомості                                                                                     | Дата обрання | Дата звільнення |
| ---------------------------------- | --- | ------------ | --------------- |
| Костелеба-Веремчук Наталія Юріївна | Сільський голова, 1969 року народження, освіта, член Соціал-демократичної партії України (об'єднаної) | 26.03.2006   | 31.10.2010      |
| Костелеба-Веремчук Наталія Юріївна | Сільський голова, 1969 року народження, освіта вища, позапартійна                                     | 31.10.2010   |                 |

Примітка: таблиця складена за даними джерела

## Населення
Згідно з переписом УРСР 1989 року чисельність наявного населення сільської ради становила 6229 осіб, з яких 3050 чоловіків та 3179 жінок.
За переписом населення України 2001 року в сільській раді мешкали 6744 особи.

### Мова
Розподіл населення за рідною мовою за даними перепису 2001 року:
| Мова       | Відсоток |
| ---------- | -------- |
| українська | 99,48 %  |
| російська  | 0,41 %   |
| угорська   | 0,06 %   |
| молдовська | 0,03 %   |
| білоруська | 0,01 %   |